# Nowy Dwór (gromada w powiecie dąbrowskim)
Nowy Dwór – dawna gromada, czyli najmniejsza jednostka podziału terytorialnego Polskiej Rzeczypospolitej Ludowej w latach 1954–1972.
Gromady, z gromadzkimi radami narodowymi (GRN) jako organami władzy najniższego stopnia na wsi, funkcjonowały od reformy reorganizującej administrację wiejską przeprowadzonej jesienią 1954 do momentu ich zniesienia z dniem 1 stycznia 1973, tym samym wypierając organizację gminną w latach 1954–1972.
Gromadę Nowy Dwór z siedzibą GRN w Nowy Dworze utworzono – jako jedną z 8759 gromad – w powiecie sokólskim w woj. białostockim, na mocy uchwały nr 22/V WRN w Białymstoku z dnia 4 października 1954. W skład jednostki weszły obszary dotychczasowych gromad Nowy Dwór, Jaginty, Rogacze Kolonia i Grzebienie Kolonia oraz miejscowości Bobra Wielka PGR i Chwojnowszczyzna kolonia z dotychczasowej gromady Sieruciowce i wieś Chworościany z dotychczasowej gromady Chworościany ze zniesionej gminy Nowy Dwór w tymże powiecie. Dla gromady ustalono 20 członków gromadzkiej rady narodowej.
1 stycznia 1956 roku gromadę przyłączono do nowo utworzonego powiatu dąbrowskiego.
31 grudnia 1959 do gromady Nowy Dwór przyłączono obszar zniesionej gromady Butrymowce.
1 stycznia 1972 do gromady Nowy Dwór przyłączono obszar zniesionej gromady Dubaśno; z gromady Nowy Dwór wyłączono natomiast część gruntów Państwowego Funduszu Ziemi o powierzchni 225,54 (działki 912, 913 i 1494) oraz część gruntów Nadleśnictwa Kumiałka o powierzchni 36,28 ha (działki 1492 i 1493), włączając je do gromady Zalesie w powiecie sokólskim.
Gromada przetrwała do końca 1972 roku, czyli do kolejnej reformy gminnej. Z dniem 1 stycznia 1973 roku reaktywowano gminę Nowy Dwór.